# مينامايكيوشو (كاغوشيما)
مدينة مينامايكيوشو (بالإنجليزية: Minamikyūshū)‏ هي أحد المدن التابعة لمحافظة كاغوشيما. تأسست رسميًا في 01/12/2007. ويقدر عدد سكانها بـ 40,891 نسمة حسب تقدير مكتب الإحصاء الياباني لعام 2012. تبلغ مساحة مينامايكيوشو 357.85 كم2. بكثافة سكانية تبلغ 114 نسمة/كم2.